# 塔尼娅·维桑
塔尼娅·维桑（法語：Tania Vicent，1976年1月13日—），加拿大女子短道速滑运动员。她曾代表加拿大参加1998年、2002年、2006年和2010年冬季奥林匹克运动会短道速滑比赛，获得二枚银牌和二枚铜牌。